# 34e cérémonie des Golden Globes
La 34e cérémonie des Golden Globes a eu lieu le 29 janvier 1977, récompensant les films et séries diffusés en 1976 et les professionnels s'étant distingués cette année-là.

## Palmarès
Les lauréats sont indiqués ci-dessous en premier de chaque catégorie et en caractères gras.

### Cinéma

#### Meilleur film dramatique
- Rocky
  - En route pour la gloire (Bound for Glory)
  - Le Voyage des damnés (Voyage of the Damned)
  - Les Hommes du président (All the President's Men)
  - Network

#### Meilleur film musical ou comédie
- Une étoile est née (A Star Is Born)
  - La Dernière Folie de Mel Brooks (Silent movie)
  - Quand la panthère rose s'emmêle (The Pink Panther Strikes Again)
  - The Ritz
  - Bugsy Malone

#### Meilleur réalisateur
- Sidney Lumet pour Network
  - Hal Ashby pour En route pour la gloire (Bound for Glory)
  - John Schlesinger pour Marathon Man
  - Alan J. Pakula pour Les Hommes du président (All the President's Men)
  - John G. Avildsen pour Rocky

#### Meilleur acteur dans un film dramatique
(à titre posthume)
- Peter Finch pour le rôle d'Howard Beale dans Network
  - Robert De Niro pour le rôle de Travis Bickle dans Taxi Driver
  - Sylvester Stallone pour le rôle de Rocky Balboa dans Rocky
  - Dustin Hoffman pour le rôle de Thomas «Babe» Levy dans Marathon Man
  - David Carradine pour le rôle de Woody Guthrie dans En route pour la gloire (Bound for Glory)

#### Meilleure actrice dans un film dramatique
- Faye Dunaway pour le rôle de Diana Christensen dans Network
  - Liv Ullmann pour le rôle du Dr Jenny Isaksson dans Face à face (Ansikte mot ansikte)
  - Sarah Miles pour le rôle d'Anne Osborne dans The Sailor Who Fell from Grace with the Sea
  - Glenda Jackson pour le rôle de Sarah Bernhardt dans The Incredible Sarah
  - Talia Shire pour le rôle d'Adrian Pennino dans Rocky

#### Meilleur acteur dans un film musical ou une comédie
- Kris Kristofferson pour le rôle de John Norman Howard dans Une étoile est née (A Star Is Born)
  - Jack Weston pour le rôle de Gaetano Proclo dans The Ritz
  - Mel Brooks pour le rôle de Mel Funn dans La Dernière Folie de Mel Brooks (Silent movie)
  - Peter Sellers pour le rôle du Commissaire Divisionnaire Jacques Clouseau dans Quand la panthère rose s'emmêle (The Pink Panther Strikes Again)
  - Gene Wilder pour le rôle de George Caldwell dans Transamerica Express (Silver Streak)

#### Meilleure actrice dans un film musical ou une comédie
- Barbra Streisand pour le rôle d'Esther Hoffman dans Une étoile est née (A Star Is Born)
  - Rita Moreno pour le rôle de Googie Gomez dans The Ritz
  - Barbara Harris pour le rôle d'Ellen Andrews dans Un vendredi dingue, dingue, dingue (Freaky Friday)
  - Goldie Hawn pour le rôle d'Amanda Quaid / Duchesse Swansbury dans La Duchesse et le truand (The Duchess and the Dirtwater Fox)
  - Barbara Harris pour le rôle de Blanche Tyler dans Complot de famille (Family Plot)
  - Jodie Foster pour le rôle d'Annabel Andrews dans Un vendredi dingue, dingue, dingue (Freaky Friday)

#### Meilleur acteur dans un second rôle
- Laurence Olivier pour le rôle du Dr Christian Szell dans Marathon Man
  - Jason Robards pour le rôle de Ben Bradlee dans Les Hommes du président (All the President's Men)
  - Marty Feldman pour le rôle de Marty Eggs dans La Dernière Folie de Mel Brooks (Silent movie)
  - Oskar Werner pour le rôle du Professeur Egon Kreisler dans Le Voyage des damnés (Voyage of the Damned)
  - Ron Howard pour le rôle de Gillom Rogers dans Le Dernier des géants (The Shootist)

#### Meilleure actrice dans un second rôle
- Katharine Ross pour le rôle de Mira Hauser dans Le Voyage des damnés (Voyage of the Damned)
  - Lee Grant pour le rôle de Lili Rosen dans Le Voyage des damnés (Voyage of the Damned)
  - Bernadette Peters pour le rôle de Vilma Kaplan dans La Dernière Folie de Mel Brooks (Silent movie)
  - Marthe Keller pour le rôle d'Elsa Opel dans Marathon Man
  - Shelley Winters pour le rôle de Fay Lapinsky dans Next Stop, Greenwich Village
  - Piper Laurie pour le rôle de Margaret White dans Carrie au bal du diable (Carrie)

#### Meilleur scénario
- Network – Paddy Chayefsky
  - Taxi Driver – Paul Schrader
  - Marathon Man – William Goldman
  - Le Voyage des damnés (Voyage of the Damned) – Steve Shagan et David Butler
  - Les Hommes du président (All the President's Men) – William Goldman
  - Rocky – Sylvester Stallone

#### Meilleure chanson originale
- "Evergreen (Love Theme from A Star Is Born)" interprétée par Barbra Streisand – Une étoile est née (A Star Is Born)
  - "(Theme from) Car Wash" interprétée par Rose Royce – Car Wash
  - "Bugsy Malone" interprétée par Paul Williams – Bugsy Malone
  - "Hello and Goodbye" interprétée par Jill Ireland – C'est arrivé entre midi et trois heures (From Noon Till Three)
  - "I'd Like to Be You for a Day" interprétée par Barbara Harris et Jodie Foster – Un vendredi dingue, dingue, dingue (Freaky Friday)
  - "So Sad the Song" interprétée par Gladys Knight – Pipe Dreams

#### Meilleure musique de film
- Une étoile est née (A Star Is Born) – Paul Williams et Kenny Ascher
  - The Slipper and the Rose: The Story of Cinderella – Robert B. Sherman et Richard M. Sherman
  - Bugsy Malone – Paul Williams
  - Le Voyage des damnés (Voyage of the Damned) – Lalo Schifrin
  - Rocky – Bill Conti

#### Meilleur film étranger
- Face à face (Ansikte mot ansikte) •  Suède
  - Cousin, Cousine •  France
  - L'Argent de poche •  France
  - Pasqualino (Pasqualino Settebellezze) •  Italie
  - The Slipper and the Rose: The Story of Cinderella •  Royaume-Uni

#### Golden Globe du meilleur documentaire
La récompense avait déjà été décernée.
- Altars of the World – Lew Ayres •  États-Unis
  - People of the Wind –  Anthony Howarth •  États-Unis
  - The Memory of Justice – Marcel Ophüls •  États-Unis,  Royaume-Uni,  France,  Allemagne de l'Ouest
  - Wings of an Eagle
  - Hollywood, Hollywood – Gene Kelly •  États-Unis

#### Golden Globe de la révélation masculine de l'année
La récompense avait déjà été décernée.
- Arnold Schwarzenegger pour le rôle de Joe Santo dans Stay Hungry
  - Truman Capote pour le rôle de Lionel Twain dans Un cadavre au dessert (Murder by Death)
  - Lenny Baker pour le rôle de Larry Lapinsky dans Next Stop, Greenwich Village
  - Harvey Stephens pour le rôle de Damien Thorn dans La Malédiction (The Omen)
  - Jonathan Kahn pour le rôle de Jonathan Osborne dans The Sailor Who Fell from Grace with the Sea

#### Golden Globe de la révélation féminine de l'année
La récompense avait déjà été décernée.
- Jessica Lange pour le rôle de Dwan dans King Kong
  - Melinda Dillon pour le rôle de Mary/Memphis Sue dans En route pour la gloire (Bound for Glory)
  - Andrea Marcovicci pour le rôle de Florence Barrett dans Le Prête-nom (The Front)
  - Mariel Hemingway pour le rôle de Chris McCormick dans Viol et Châtiment (Lipstick)
  - Gladys Knight pour le rôle de Maria Wilson dans Pipe Dreams

### Télévision
Note : le symbole « ♕ » rappelle le gagnant de l'année précédente (si nomination).

#### Meilleure série dramatique
- Le Riche et le Pauvre (Rich Man, Poor Man)
  - Captains and the Kings
  - Drôles de dames (Charlie's Angels)
  - Family
  - La Petite Maison dans la prairie (Little House on the prairie)

#### Meilleure série musicale ou comique
- Barney Miller ♕
  - Happy Days
  - Laverne et Shirley (Laverne & Shirley)
  - The Carol Burnett Show
  - Donny and Marie
  - M*A*S*H

#### Meilleure mini-série ou meilleur téléfilm
La récompense avait déjà été décernée.
- Eleanor and Franklin
  - Francis Gary Powers: The True Story of the U-2 Spy Incident
  - Amelia Earhart
  - Laissez-moi mon enfant (I Want to Keep My Baby!)
  - Sybil
  - L'Affaire Lindbergh (The Lindbergh Kidnapping Case)

#### Meilleur acteur dans une série dramatique
- Richard Jordan pour le rôle de Joseph Armagh dans Captains and the Kings
  - Peter Strauss pour le rôle de Rudy Jordache dans Le Riche et le Pauvre (Rich Man, Poor Man)
  - Nick Nolte pour le rôle de Tom Jordache dans Le Riche et le Pauvre (Rich Man, Poor Man)
  - Telly Savalas pour le rôle du Lt. Theo Kojak dans Kojak ♕
  - Lee Majors pour le rôle du Colonel Steve Austin dans L'Homme qui valait trois milliards (The Six Million Dollar Man)

#### Meilleure actrice dans une série dramatique
- Susan Blakely pour le rôle de Julie Prescott dans Le Riche et le Pauvre (Rich Man, Poor Man)
  - Kate Jackson pour le rôle de Sabrina Duncan dans Drôles de dames (Charlie's Angels)
  - Farrah Fawcett pour le rôle de Jill Munroe dans Drôles de dames (Charlie's Angels)
  - Lindsay Wagner pour le rôle de Jaimie Sommers dans Super Jaimie (The Bionic Woman)
  - Angie Dickinson pour le rôle du sergent Leanne "Pepper" Anderson dans Sergent Anderson (Police Woman)
  - Sada Thompson pour le rôle de Kate Lawrence dans Family
  - Jean Marsh pour le rôle de Rose Buck dans Maîtres et Valets (Upstairs, Downstairs)

#### Meilleur acteur dans une série musicale ou comique
- Henry Winkler pour le rôle d'Arthur "Fonzie" Fonzarelli dans Happy Days
  - Hal Linden pour le rôle du Capt. Barney Miller dans Barney Miller
  - Alan Alda pour le rôle de Benjamin Pierce dans M*A*S*H ♕
  - Freddie Prinze pour le rôle de Francisco "Chico" Rodriguez dans Chico and the Man
  - Tony Randall pour le rôle du Juge Walter Franklin dans The Tony Randall Show
  - Sammy Davis Jr. pour son propre rôle dans Sammy and Company
  - Michael Constantine pour le rôle du Juge Matthew Sirota dans Sirota's Court

#### Meilleure actrice dans une série musicale ou comique
- Carol Burnett pour plusieurs personnages dans The Carol Burnett Show
  - Mary Tyler Moore pour le rôle de Mary Richards dans The Mary Tyler Moore Show
  - Isabel Sanford pour le rôle de Louise Jefferson dans The Jeffersons
  - Bernadette Peters pour le rôle de Charlotte "Charley" Drake dans All's Fair
  - Dinah Shore pour son propre rôle dans Dinah!

#### Meilleur acteur dans un second rôle dans une série, une mini-série ou un téléfilm
- Edward Asner pour le rôle d'Axel Jordache dans Le Riche et le Pauvre (Rich Man, Poor Man) ♕
  - Gavin MacLeod pour le rôle de Murray Slaughter dans The Mary Tyler Moore Show
  - Rob Reiner pour le rôle de Michael Stivic dans All in the Family
  - Tim Conway pour le rôle de plusieurs personnages dans The Carol Burnett Show ♕
  - Charles Durning pour le rôle d'Ed Healey dans Captains and the Kings

#### Meilleure actrice dans un second rôle dans une série, une mini-série ou un téléfilm
- Josette Banzet pour le rôle de Miss Lenaut dans Le Riche et le Pauvre (Rich Man, Poor Man)
  - Sally Struthers pour le rôle de Gloria Stivic, née Bunker dans All in the Family
  - Vicki Lawrence pour le rôle de plusieurs personnages dans The Carol Burnett Show
  - Adrienne Barbeau pour le rôle de Carol Traynor dans Maude
  - Darleen Carr pour le rôle de Tommy Caldwell dans Once an Eagle
  - Julie Kavner pour le rôle de Brenda Morgenstern dans Rhoda
  - Anne Meara pour le rôle de Sally Gallagher dans Rhoda
  - Ellen Corby pour le rôle d'Esther Walton dans La Famille des collines (The Waltons)

### Cecil B. DeMille Award
- Walter Mirisch

### Miss Golden Globe
- Nicole Ericson

### Henrietta Award
Récompensant un acteur et une actrice.
- Sophia Loren
- Robert Redford

## Récompenses et nominations multiples

### Nominations multiples

#### Cinéma
6 : Rocky, Le Voyage des damnés
5 : Une étoile est née, Network, Marathon Man
4 : La Dernière Folie de Mel Brooks, Les Hommes du président, En route pour la gloire
3 : Un vendredi dingue, dingue, dingue, Bugsy Malone, The Ritz
2 : The Slipper and the Rose: The Story of Cinderella, Pipe Dreams, Next Stop, Greenwich Village, The Sailor Who Fell from Grace with the Sea, Face à face, Taxi Driver, Quand la panthère rose s'emmêle

#### Télévision
6 : Le Riche et le Pauvre
4 : The Carol Burnett Show
3 : Captains and the Kings, Drôles de dames
2 : Happy Days, Rhoda, All in the Family, The Mary Tyler Moore Show, M*A*S*H, Barney Miller, Family

#### Personnalités
3 : Barbara Harris, Paul Williams
2 : Sylvester Stallone, Barbra Streisand, Jodie Foster, Bernadette Peters, William Goldman

### Récompenses multiples

#### Cinéma
5 / 5 : Une étoile est née
4 / 5 : Network

#### Télévision
4 / 6 : Le Riche et le Pauvre

#### Personnalités
2 / 2 : Barbra Streisand

### Les grands perdants

#### Cinéma
1 / 6  : Rocky, Le Voyage des damnés

#### Télévision
Aucune